# Margarida de Valois (reina de França)
Margarida de Valois o la Reina Margot (Saint-Germain-en-Laye, 14 de maig de 1553 - París, 27 de març de 1615). Pel seu matrimoni amb Enric de Navarra —futur rei de França amb el nom d'Enric IV— va ser reina de Navarra (1572-1610) i posteriorment de França (1589-1610).
El seu matrimoni, concebut per celebrar la reconciliació de catòlics i hugonots i que seria anul·lat el 1599 per decisió del Papa, es va veure entelat per la massacre del dia de Sant Bartomeu i la represa dels problemes religiosos que en van seguir. En el conflicte entre Enric III i els Descontents, es va posar del costat de Francesc, el duc d'Anjou, el seu germà petit, i això va provocar una profunda aversió del rei contra ella.
Com a reina de Navarra, també va exercir un paper pacificador en les tempestuoses relacions entre el seu marit i la monarquia francesa. Es va esforçar per portar una vida conjugal feliç, però l'esterilitat de la seva parella i les tensions polítiques inherents a les guerres de religió franceses van causar el final del matrimoni. Maltractada per un germà ombrívol i rebutjada per un marit oportunista, ella va triar el camí de l'oposició el 1585. Es va posar del costat de la Lliga Catòlica i es va veure obligada a viure a Alvèrnia en un exili que va durar vint anys.
Coneguda dona de lletres i ment il·lustrada, així com patrocinadora extremadament generosa, va tenir un paper considerable a la vida cultural de la cort, especialment després del seu retorn de l'exili el 1605. Era un vector del neoplatonisme, que predicava la supremacia de l'amor platònic sobre l'amor físic. Mentre va estar empresonada, va aprofitar el temps per escriure les seves Memòries. Va ser la primera dona a fer-ho. Era de fet una de les dones més de moda del seu temps, i va influir en moltes de les corts reals d'Europa amb la seva roba i els seus costums.
Ha estat víctima d'una tradició historiogràfica misògina que ha diluït la importància de les seves accions en l'esfera política de l'època, per reforçar la transició dinàstica dels Valois als Borbons, donant crèdit a la calúmnia sobre ella creada i transmesa a través dels segles, segons la qual era una dona bella, culta, nimfòmana i incestuosa. Aquesta llegenda cristal·litzà entorn del famós sobrenom de Reina Margot, inventat per Alexandre Dumas.

## Llinatge
Nasqué al castell de Saint-Germain-en-Laye el 1553, essent la setena filla del rei Enric II de França i de Caterina de Mèdici. Era neta per línia paterna del rei Francesc I de França i la princesa Clàudia de França, i per línia materna del duc Llorenç II de Mèdici i la comtessa Magdalena de La Tour. Tres dels seus germans van ser reis de França: Francesc II, Carles IX i Enric III. Durant la infància, el seu germà Carles l'anomenà Margot.

## Joventut
A la cort francesa, va estudiar gramàtica, clàssics, història i Sagrada Escriptura. Va aprendre a parlar italià, espanyol, llatí i grec, a més del seu francès nadiu. També era competent en prosa, poesia, equitació i dansa. En 1563, Margarida és portada a la cort de França juntament amb els seus germans gran i el jove Enric de Navarra. Així mateix acompanya la seva família i la cort al «gran viatge» per tot França (1564-1566): durant aquest període, Margarida va tenir una experiència directa de la perillosa i complexa situació política a França, i va aprendre de la seva mare l'art de la mediació política.
Tot just va poder conèixer al seu pare, que va morir el 1559, i amb la seva mare la relació fou molt freda i distant, cosa que li produïa un sentiment d'admiració, d'una banda i, per una altra, de temor. S'educà amb els seus germans, Enric d'Anjou, futur rei Enric III, i Francesc de França Duc d'Alençon. Quan Carles IX accedeix al tron el 1560, Margarida fou duta a la cort de França juntament amb els seus germans grans i el jove Enric de Navarra. Fou presentada als Estats Generals de 1560. Així mateix acompanya al rei quan aquest emprèn el seu «gran viatge» per tot França, de 1564 a 1566, a fi d'imposar la pau al país.

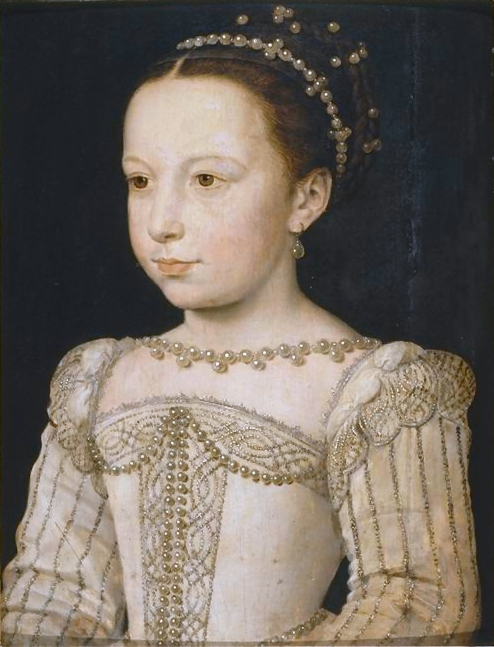
Margarida de Valois

Margarida va mantenir unes excel·lents relacions amb els seus germans, fins al punt que aquestes van suscitar rumors sobre unes possibles relacions amb Enric III i Francesc II. Enric III confià tant en la seva germana que quan partí el 1568 per a posar-se al capdavant de l'armada reial posà en les seves mans la defensa dels seus interessos per sobre de la seva mare, Caterina de Mèdici. Margarida compleix la missió encomanada encara que el seu germà, al retorn, ni tan sols li ho agraeix. «No té importància», expressa Margarida en les seves memòries.
En aquest temps s'inicia un idil·li entre Margarida i Enric de Guisa, ambiciós líder dels catòlics més intransigents. Els Guisa eren partidaris d'una monarquia posada sota la tutela dels Grans que promoguessin unes mesures més radicals contra els hugonots, en contra del que desitjaven els Valois; la unió entre Margarida i Enric és, per tant, impossible. La reacció de la família reial és molt violenta tenint en compte, a més, que els plans matrimonials estaven ja molt avançats. Aquest episodi va poder ser la causa original de l'«odi fraternal perdurable» que es va produir llavors entre Margarida i el seu germà Enric III de França, i el refredament, no menys durador, de les relacions amb la seva mare.
El duc de Guisa és el primer d'una llarga sèrie d'amants atribuïts a Margarida. La princesa havia rebut una educació acurada i posseïx totes les qualitats requerides per a enlluernar a la cort, començant per la seva extraordinària bellesa («Si ha existit al món un model perfecte de la bellesa aquest és la reina de Navarra», va escriure Brantôme). No obstant això, resulta difícil destriar el que hi ha de cert o inventat per la rumorologia sobre nombre dels seus amants.

## Un matrimoni polític

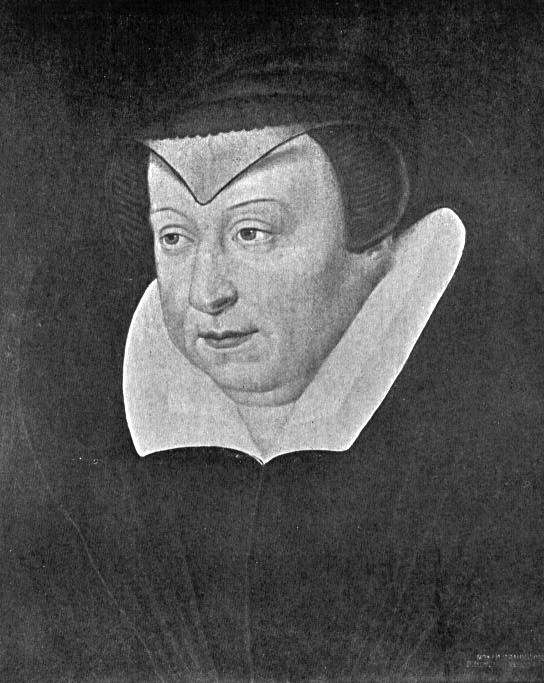
Caterina de Mèdici

A finals de 1560, Caterina de Mèdici intenta casar la seva filla amb el fill del rei Felip II de Castella, l'infant Carles d'Habsburg, però no ho aconsegueix. Va entaular, així mateix, serioses negociacions per a casar-la amb el rei de Portugal Sebastià I, però tampoc aquesta unió va arribar a materialitzar-se.
Enric II torna a plantejar-se la unió de la seva filla amb el jove capdavanter del partit protestant Enric de Navarra, possible hereu de la corona de França, després dels seus fills, però la perspectiva del seu accés al tron de França està encara molt lluny. Enric de Navarra és, també, l'hereu d'immenses possessions al sud-oest i, sobretot, aquesta unió podria determinar la reconciliació entre catòlics i protestants, que es trobaven embardissats en la tercera guerra de religió.
Les negociacions per a aquest matrimoni es porten a terme entre Caterina de Mèdici i Joana III de Navarra, mare d'Enric i ferma defensora dels hugonots. Les converses són llargues i difícils. Joana de Navarra no es fia de la reina mare i exigeix la conversió de Margarida al protestantisme. Margarida, malgrat la pressió del partit protestant, no cedeix davant aquestes pretensions i Joana III acaba per donar el seu consentiment a canvi d'un considerable dot aportada per la seva jove. Joana mor poc després de concertar-se el matrimoni i Enric es converteix en rei de Navarra. Margarida, obligada per la seva mare i per Carles IX en virtut de la pau de Saint-Germain-en-Laye, accedeix a casar-se, no sense repugnància, amb el sobirà heretge d'un regne petit com Navarra.
Sense esperar la dispensa pontifícia requerida, donada la diferència de religió i el parentiu dels futurs esposos (ambdós són nets de Carles I d'Angulema) l'enllaç se celebra el 18 d'agost de 1572. La cerimònia es porta a terme d'acord amb els desitjos dels molts protestants que hi han acudit en suport del seu líder; la benedicció té lloc davant de l'atri de la Catedral de Notre-Dame de París, evitant, d'aquesta manera, la celebració de la missa. El cardenal de Borbó és l'encarregat de beneir-los, no en la seva qualitat de sacerdot, sinó pel seu parentiu amb Enric III de Navarra, en ser el seu oncle. Les noces acaben amb tres dies de fastuoses festes.

## Sant Bartomeu i el principi de les intrigues

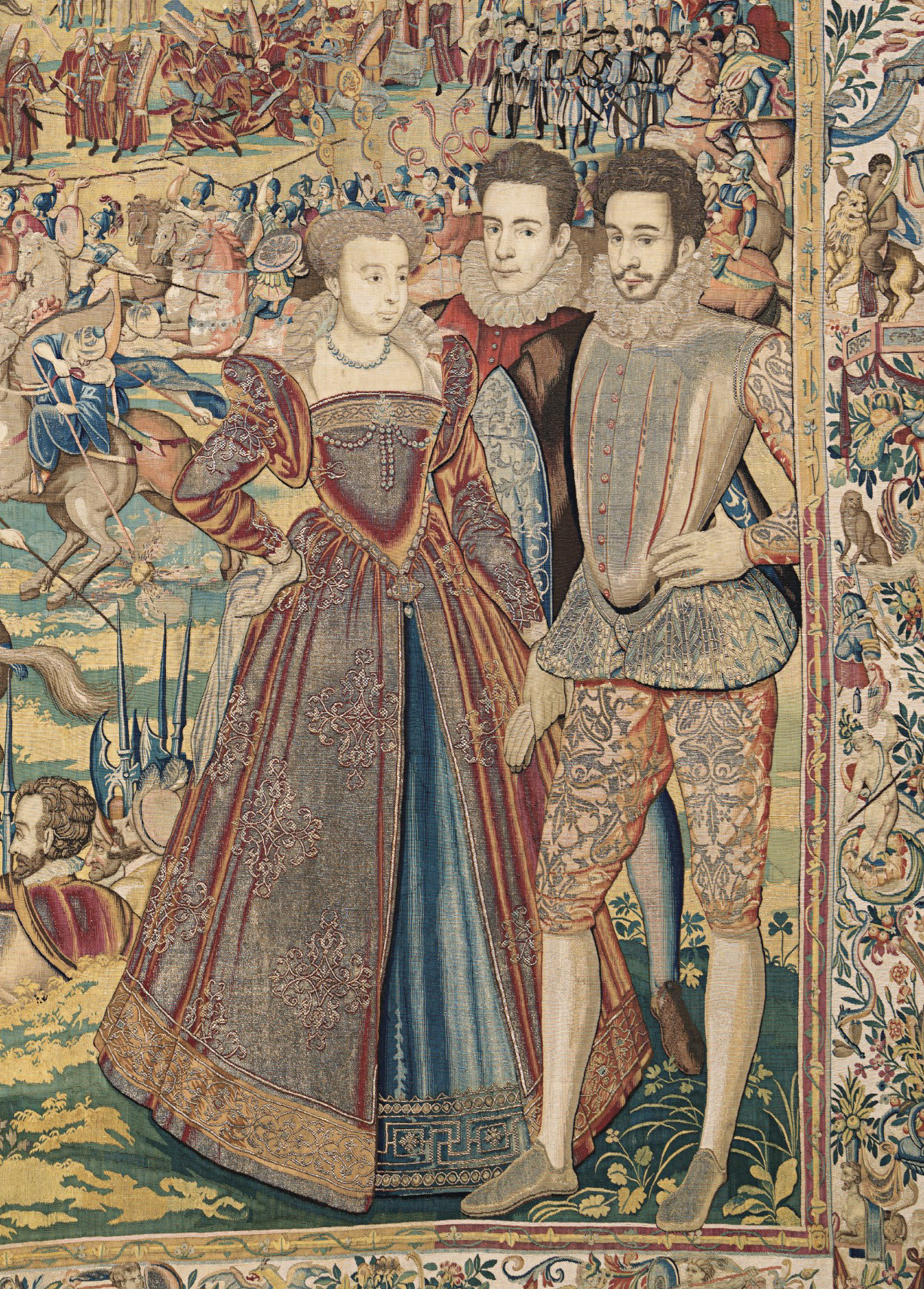
Margarida al costat del seu germà Francesc de França. Tapís del Museu de les Arts, Florència

La tranquil·litat entre catòlics i reformistes dura poc. Uns dies després de les noces es produeix l'atemptat contra l'almirall Gaspar de Coligny, un dels capitosts del partit hugonot. L'endemà de la Matança de Sant Bartomeu perpetrada el 24 d'agost per insistència de Caterina de Mèdici, els protestants són massacrats fins i tot en l'interior del Palau reial del Louvre. Enric III de Navarra decideix llavors abjurar del protestantisme per a salvar la seva vida. La proximitat de les noces i la matança va suposar que aquest enllaç fos conegut amb el nom de «noces vermelles».
El 1574, quan Carles IX mor, protestants i catòlics moderats exigeixen la moderació de l'Estat en els assumptes religiosos. Francesc de França i Enric de Navarra preparen una conspiració per a prendre el poder; aquesta fracassa i dos còmplices de la mateixa són arrestats i decapitats. Després del fracàs de la conspiració, Francesc i Enric són empresonats en el castell de Vincennes, del qual Margarida intenta, en va, fer-los fugir. Es decidí deixar-los en llibertat, però sota la vigilància de la cort, el primer el 1575 i Enric l'any següent, però finalment accedeixen a escapar-se.
Enric de Navarra no adverteix a la seva esposa de la seva fugida i les relacions entre ambdós esposos es deterioren greument, sobretot per les intrigues de l'amant d'Enric i dama d'honor de Caterina de Mèdici que provoca, així mateix, les desavinences entre Francesc de França i Enric de Navarra. Enric de Navarra, només es relaciona amb la seva esposa quan aquesta li és útil per als seus interessos; un altre tipus de relació és inexistent.
Després de la fugida del seu germà i el seu marit, Margarida és reclosa al Louvre i vigilada per dos guàrdies perquè Enric III de França, creu que és còmplice d'ambdues fugides. Francesc, que s'ha unit als hugonots, planta cara al rei i rebutja tota negociació en tant la seva germana no sigui posada en llibertat. Margarida és alliberada i assisteix, amb la seva mare, a les reunions que intenten pactar la reconciliació; aquestes acaben amb la redacció d'un text extremadament avantatjós per als protestants i pel mateix Francesc: l'edicte de Beaulieu.
Enric de Navarra reclama de seguida la seva esposa, ambdós s'havien reconciliat durant el conflicte, fins a tal punt que Margarida li va confiar els secrets de la cort, però Caterina de Mèdici i Enric III s'oposen a això, ja que Margarida corria perill de convertir-se en ostatge dels hugonots. Finalment, però, accedeixen al reencontre, que es produeix a Pau, on s'impedix a Margarida fins i tot de practicar el seu culte catòlic. La seva estada a Bearn no serà bona i retornarà a la cort francesa el 1582, donant per finat el matrimoni amb Enric de Navarra. Llavors li fou concedit el ducat de Valois que fins aleshores tenia la seva mare.
La seva estada a París estarà envoltada pels excessos de la princesa, que arribà a quedar-se embarassada del seu amant. Aquest fet provocarà que Enric III de França l'expulsi de la cort, un fet sense precedents a Europa. L'expulsió provoca que Margarida intenti tornar al costat del seu espòs, el qual la rep, però sense gaires il·lusions, arribant a exigir una compensació al rei francès.

## La rebel·lió
El 1585, repudiada per la seva família i el seu marit, s'uneix a la Lliga catòlica de França contra el seu espòs, però també contra el seu germà. Residí en diversos castells de la seva propietat, dels quals sempre hagué d'anar-se'n forçada per les seves actuacions militars contra les ciutats protestants. Finalment, Enric III de França decidí fer-la tancar en una presó.

## Reconciliació i mort
El 1593, Margarida es reconcilia amb el seu marit, Enric de Navarra, convertit en Enric IV de França després de la mort d'Enric III el 1589.
El nou rei, per a consolidar el seu poder, vol tornar a casar-se i assegurar una descendència legítima. Els arguments per a anul·lar el seu matrimoni són varis: consanguinitat, matrimoni obligat, esterilitat, etc. Margarida accedeix, i la seva situació millora. Un cop es fa efectiva l'anul·lació, Enric IV es casa de nou amb Maria de Mèdici.
El 1606 va impugnar davant el Parlament el llegat del comtat d'Alvèrnia i el de Lauraguès (i altres dominis) que havia fet el 1589 Caterina de Mèdici a favor de Carles de Valois fill natural de Carles IX de França (germà de Margarida). El Parlament li va donar la raó i li va retornar aquestos dominis. Immediatament els va cedir al delfí Lluís que el 1610 fou rei de França com a Lluís XIII, incorporant aquestos dominis a la corona.
Margarida torna a París després de passar dinou anys a Usson. Prop de la cort francesa es torna molt devota de Sant Vicenç de Paül, a qui convertí en el seu capellà, i redacta les seves Memoirs (Memòries). Va morir el 27 de març de 1615 i fou enterrada a la Catedral de Saint-Denis.